# فيتال سواريس
فيتال سواريس هو محامي وسياسي برازيلي، ولد في 13 نوفمبر 1874 في Valença, Bahia ‏ في البرازيل، وتوفي في 19 أبريل 1933 في سالفادور في البرازيل. نشط حزبياً في . وقد انتخب governor of Bahia ‏ (1928 – أغسطس 1930) وانتخب federal deputy of Bahia ‏ (1926 – 1927) وانتخب councillor of Salvador ‏ (1908 – 1911).